# Flèche wallonne 2017
La 81e édition de la Flèche wallonne a lieu le 19 avril 2017. Elle fait partie du calendrier UCI World Tour 2017 en catégorie 1.UWT.

## Parcours

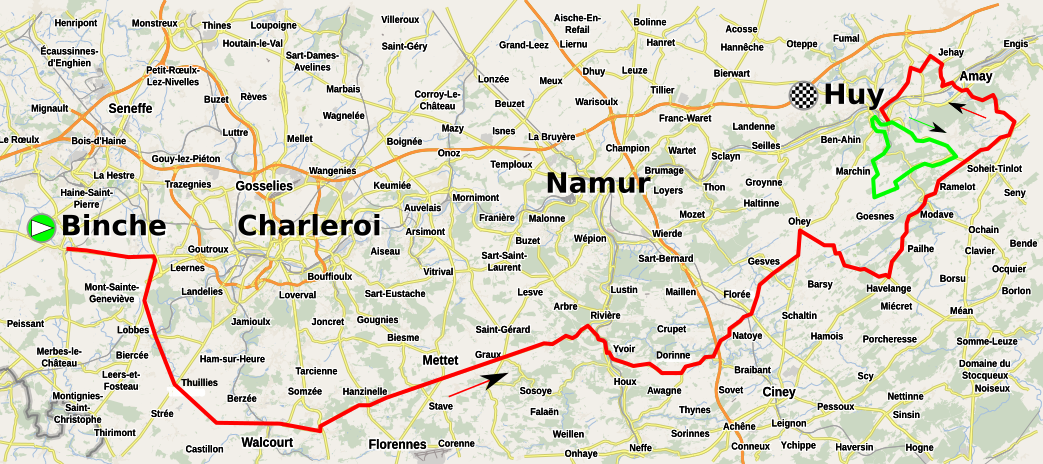
Vue d'ensemble   - Circuit principal - Circuit, parcouru deux fois
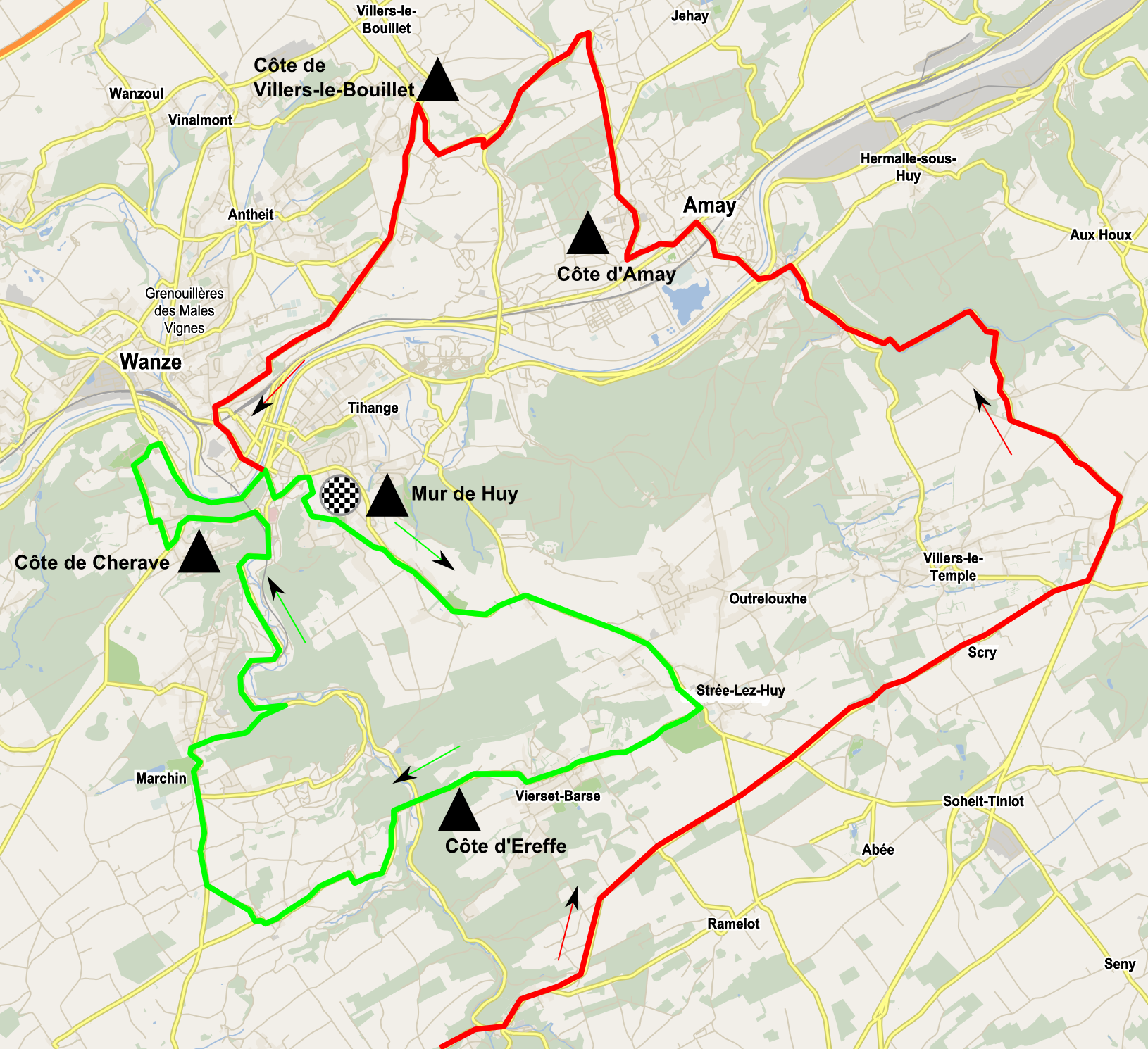
Circuits   - Circuit principal
  - Circuit, parcouru deux fois

Neuf côtes sont répertoriées pour cette édition :
| Num | Nom                         | km    | Longueur (m) | Pente moyenne | km de l'arrivée |
| --- | --------------------------- | ----- | ------------ | ------------- | --------------- |
| 1   | Côte d'Amay                 | 127,5 | 1 200        | 7,5 %         | 73              |
| 2   | Côte de Villers-le-Bouillet | 134   | 1 200        | 7,5 %         | 66,5            |
| 3   | Mur de Huy                  | 142,5 | 1 300        | 9,6 %         | 58              |
| 4   | Côte d'Ereffe               | 155   | 2 100        | 5 %           | 45,5            |
| 5   | Côte de Cherave             | 166   | 1 300        | 8,1 %         | 34,5            |
| 6   | Mur de Huy                  | 171,5 | 1 300        | 9,6 %         | 29              |
| 7   | Côte d'Ereffe               | 184,5 | 2 100        | 5 %           | 16              |
| 8   | Côte de Cherave             | 195   | 1 300        | 8,1 %         | 5,5             |
| 9   | Mur de Huy                  | 200,5 | 1 300        | 9,6 %         | 0               |

## Équipes
| WorldTeams (18)- AG2R La Mondiale - Astana - Bahrain-Merida - BMC Racing Team - Bora-Hansgrohe - Cannondale-Drapac - Dimension Data - FDJ - Katusha-Alpecin - Lotto NL-Jumbo - Lotto-Soudal - Movistar Team - Orica-Scott - Quick-Step Floors - Sky - Team Sunweb - Trek-Segafredo - UAE Team Emirates Équipes continentales professionnelles (7)- Aqua Blue Sport - Cofidis, Solutions Crédits - Direct Énergie - Fortuneo-Vital Concept - Sport Vlaanderen-Baloise - WB-Veranclassic-Aqua Protect - Wanty-Groupe Gobert |
| |

## Déroulement de la course
Dès les premières minutes de la course, six hommes se portent en tête et comptent jusqu'à six minutes d'avance sur le peloton. Ce groupe se compose du Belge Olivier Pardini (WB-Veranclassic), du Britannique Daniel Pearson (Aqua Blue) de l'Allemand Nils Politt (Katusha) et des Français Yoann Bagot (Cofidis), Romain Guillemois (Direct Énergie) et Fabien Doubey (Wanty-Gobert). Lors du premier passage au sommet du Mur de Huy (à 58 kilomètres de l'arrivée), l'avance des six fuyards est tombée à 1'30". Pardini lâche ses compagnons d'échappée mais il est repris à 35 kilomètres du terme par le peloton emmené par les équipiers Movistar d'Alejandro Valverde. Peu de temps après ce regroupement général, l'Italien Alessandro De Marchi part seul et franchit le deuxième passage au Mur de Huy en tête. Il est toutefois rattrapé par le champion du Luxembourg Bob Jungels (Quick Step) à 25 kilomètres du but. Les deux hommes collaborent pendant plusieurs kilomètres mais, à 11 kilomètres de l'arrivée, Jungels lâche De Marchi et file seul vers Huy. Il aborde la dernière ascension du Mur de Huy en tête mais il est repris à 500 mètres de la ligne d'arrivée par l'avant-garde du peloton. Répondant à une accélération du Français David Gaudu (FDJ), Alejandro Valverde (Movistar) s'isole en tête aux deux cents mètres et creuse un écart substantiel sur ses adversaires pour remporter une cinquième Flèche.

## Classement final
| \| Classement général \| Classement général \| Classement général \| Classement général \| Classement général \| \| Coureur \| Coureur \| Pays \| Équipe \| Temps \| \| ------------------ \| ------------------ \| ------------------ \| ------------------ \| ------------------ \| \| 1er \| Alejandro Valverde \| Espagne \| Movistar Team \| 5 h 15 min 37 s \| \| 2e \| Dan Martin \| Irlande \| Quick-Step Floors \| + 1 s \| \| 3e \| Dylan Teuns \| Belgique \| BMC Racing Team \| + 1 s \| \| 4e \| Sergio Henao \| Colombie \| Team Sky \| + 1 s \| \| 5e \| Michael Albasini \| Suisse \| Orica-Scott \| + 1 s \| \| 6e \| Warren Barguil \| France \| Team Sunweb \| + 1 s \| \| 7e \| Michał Kwiatkowski \| Pologne \| Team Sky \| + 1 s \| \| 8e \| Rudy Molard \| France \| FDJ \| + 1 s \| \| 9e \| David Gaudu \| France \| FDJ \| + 1 s \| \| 10e \| Diego Ulissi \| Italie \| UAE Team Emirates \| + 1 s \| |                    |          |                   |                 |
| |                    |          |                   |                 |
| Source : ProCyclingStats |                    |          |                   |                 |
| Classement général |                    |          |                   |                 |
| Coureur | Coureur            | Pays     | Équipe            | Temps           |
| 1er | Alejandro Valverde | Espagne  | Movistar Team     | 5 h 15 min 37 s |
| 2e | Dan Martin         | Irlande  | Quick-Step Floors | + 1 s           |
| 3e | Dylan Teuns        | Belgique | BMC Racing Team   | + 1 s           |
| 4e | Sergio Henao       | Colombie | Team Sky          | + 1 s           |
| 5e | Michael Albasini   | Suisse   | Orica-Scott       | + 1 s           |
| 6e | Warren Barguil     | France   | Team Sunweb       | + 1 s           |
| 7e | Michał Kwiatkowski | Pologne  | Team Sky          | + 1 s           |
| 8e | Rudy Molard        | France   | FDJ               | + 1 s           |
| 9e | David Gaudu        | France   | FDJ               | + 1 s           |
| 10e | Diego Ulissi       | Italie   | UAE Team Emirates | + 1 s           |

## Liste des participants
- Liste de départ complète

| Légende | Légende                                                                    | Légende | Légende                                                    |
| ------- | -------------------------------------------------------------------------- | ------- | ---------------------------------------------------------- |
| Num     | Dossard de départ porté par le coureur sur cette Flèche wallonne           | Pos     | Position à l'arrivée de la course                          |
|         | Indique un maillot de champion national ou mondial, suivi de sa spécialité | NP      | Indique un coureur qui n'a pas pris le départ de la course |
| AB      | Indique un coureur qui n'a pas terminé la course                           | HD      | Indique un coureur qui a terminé la course hors des délais |

| Movistar MOV                          | Movistar MOV                     | Movistar MOV |
| ------------------------------------- | -------------------------------- | ------------ |
| Num                                   | Coureur                          | Pos          |
| 1                                     | Alejandro Valverde (ESP)         | 1er          |
| 2                                     | Carlos Betancur (COL)            | 75e          |
| 3                                     | Imanol Erviti (ESP)              | AB           |
| 4                                     | Jesús Herrada (ESP)              | 79e          |
| 5                                     | Daniel Moreno (ESP)              | 49e          |
| 6                                     | José Joaquín Rojas (ESP) (Route) | 69e          |
| 7                                     | Marc Soler (ESP)                 | AB           |
| 8                                     | Rory Sutherland (AUS)            | 135e         |
| Directeur sportif : José Luis Arrieta |                                  |              |

| Quick-Step Floors QST          | Quick-Step Floors QST       | Quick-Step Floors QST |
| ------------------------------ | --------------------------- | --------------------- |
| Num                            | Coureur                     | Pos                   |
| 11                             | Daniel Martin (IRL)         | 2e                    |
| 12                             | Gianluca Brambilla (ITA)    | 122e                  |
| 13                             | Laurens De Plus (BEL)       | 51e                   |
| 14                             | Dries Devenyns (BEL)        | 101e                  |
| 15                             | Bob Jungels (LUX)           | 39e                   |
| 16                             | Maximilian Schachmann (GER) | 115e                  |
| 17                             | Petr Vakoč (CZE)            | 126e                  |
| 18                             | Martin Velits (SVK)         | AB                    |
| Directeur sportif : Tom Steels |                             |                       |

| Sky SKY                           | Sky SKY                  | Sky SKY |
| --------------------------------- | ------------------------ | ------- |
| Num                               | Coureur                  | Pos     |
| 21                                | Michał Kwiatkowski (POL) | 7e      |
| 22                                | Owain Doull (GBR)        | AB      |
| 23                                | Tao Geoghegan Hart (GBR) | 112e    |
| 24                                | Michał Gołaś (POL)       | 123e    |
| 25                                | Sebastián Henao (COL)    | 64e     |
| 26                                | Sergio Henao (COL)       | 4e      |
| 27                                | Gianni Moscon (ITA)      | 104e    |
| 28                                | Diego Rosa (ITA)         | 30e     |
| Directeur sportif : Gabriel Rasch |                          |         |

| Wanty-Groupe Gobert WGG                      | Wanty-Groupe Gobert WGG | Wanty-Groupe Gobert WGG |
| -------------------------------------------- | ----------------------- | ----------------------- |
| Num                                          | Coureur                 | Pos                     |
| 31                                           | Jérôme Baugnies (BEL)   | AB                      |
| 32                                           | Thomas Degand (BEL)     | 42e                     |
| 33                                           | Fabien Doubey (FRA)     | AB                      |
| 34                                           | Guillaume Martin (FRA)  | 50e                     |
| 35                                           | Xandro Meurisse (BEL)   | 40e                     |
| 36                                           | Marco Minnaard (NED)    | 118e                    |
| 37                                           | Andrea Pasqualon (ITA)  | 89e                     |
| 38                                           | Dion Smith (NZL)        | 70e                     |
| Directeur sportif : Hilaire Van der Schueren |                         |                         |

| BMC Racing BMC                      | BMC Racing BMC             | BMC Racing BMC |
| ----------------------------------- | -------------------------- | -------------- |
| Num                                 | Coureur                    | Pos            |
| 41                                  | Samuel Sánchez (ESP)       | 46e            |
| 42                                  | Alessandro De Marchi (ITA) | 145e           |
| 43                                  | Silvan Dillier (SUI)       | 62e            |
| 44                                  | Floris Gerts (NED)         | 146e           |
| 45                                  | Ben Hermans (BEL)          | 47e            |
| 46                                  | Amaël Moinard (FRA)        | 98e            |
| 47                                  | Michael Schär (SUI)        | 96e            |
| 48                                  | Dylan Teuns (BEL)          | 3e             |
| Directeur sportif : Jackson Stewart |                            |                |

| Orica-Scott ORS                     | Orica-Scott ORS               | Orica-Scott ORS |
| ----------------------------------- | ----------------------------- | --------------- |
| Num                                 | Coureur                       | Pos             |
| 51                                  | Michael Albasini (SUI)        | 5e              |
| 52                                  | Sam Bewley (NZL)              | AB              |
| 53                                  | Alexander Edmondson (AUS)     | AB              |
| 54                                  | Jack Haig (AUS)               | 125e            |
| 55                                  | Damien Howson (AUS)           | 137e            |
| 56                                  | Daryl Impey (RSA)             | 133e            |
| 57                                  | Christopher Juul Jensen (DEN) | 130e            |
| 58                                  | Roman Kreuziger (CZE)         | 72e             |
| Directeur sportif : Laurenzo Lapage |                               |                 |

| UAE Emirates UAD                  | UAE Emirates UAD     | UAE Emirates UAD |
| --------------------------------- | -------------------- | ---------------- |
| Num                               | Coureur              | Pos              |
| 61                                | Rui Costa (POR)      | 31e              |
| 62                                | Matteo Bono (ITA)    | 128e             |
| 63                                | Louis Meintjes (RSA) | 45e              |
| 64                                | Matej Mohorič (SLO)  | 127e             |
| 65                                | Manuele Mori (ITA)   | 103e             |
| 66                                | Simone Petilli (ITA) | 53e              |
| 67                                | Oliviero Troia (ITA) | AB               |
| 68                                | Diego Ulissi (ITA)   | 10e              |
| Directeur sportif : Marco Marzano |                      |                  |

| Sunweb SUN                         | Sunweb SUN                | Sunweb SUN |
| ---------------------------------- | ------------------------- | ---------- |
| Num                                | Coureur                   | Pos        |
| 71                                 | Warren Barguil (FRA)      | 6e         |
| 72                                 | Johannes Fröhlinger (GER) | 154e       |
| 73                                 | Simon Geschke (GER)       | 148e       |
| 74                                 | Lennard Hofstede (NED)    | 108e       |
| 75                                 | Wilco Kelderman (NED)     | 66e        |
| 76                                 | Michael Matthews (AUS)    | 67e        |
| 77                                 | Georg Preidler (AUT)      | 32e        |
| 78                                 | Sindre Lunke (NOR)        | 149e       |
| Directeur sportif : Hendrik Werner |                           |            |

| Cannondale-Drapac CDT                  | Cannondale-Drapac CDT   | Cannondale-Drapac CDT |
| -------------------------------------- | ----------------------- | --------------------- |
| Num                                    | Coureur                 | Pos                   |
| 81                                     | Rigoberto Urán (COL)    | 23e                   |
| 82                                     | Brendan Canty (AUS)     | 85e                   |
| 83                                     | Simon Clarke (AUS)      | 84e                   |
| 84                                     | Alex Howes (USA)        | 83e                   |
| 85                                     | Thomas Scully (NZL)     | 161e                  |
| 86                                     | Toms Skujiņš (LAT)      | 134e                  |
| 87                                     | Tom-Jelte Slagter (NED) | 21e                   |
| 88                                     | Michael Woods (CAN)     | 11e                   |
| Directeur sportif : Juan Manuel Gárate |                         |                       |

| Lotto NL-Jumbo TLJ                | Lotto NL-Jumbo TLJ      | Lotto NL-Jumbo TLJ |
| --------------------------------- | ----------------------- | ------------------ |
| Num                               | Coureur                 | Pos                |
| 91                                | Robert Gesink (NED)     | 15e                |
| 92                                | Enrico Battaglin (ITA)  | 68e                |
| 93                                | Koen Bouwman (NED)      | 163e               |
| 94                                | Floris De Tier (BEL)    | 59e                |
| 95                                | Bert-Jan Lindeman (NED) | 138e               |
| 96                                | Juan José Lobato (ESP)  | 71e                |
| 97                                | Paul Martens (GER)      | 38e                |
| 98                                | Alexey Vermeulen (USA)  | 88e                |
| Directeur sportif : Frans Maassen |                         |                    |

| Cofidis COF                     | Cofidis COF               | Cofidis COF |
| ------------------------------- | ------------------------- | ----------- |
| Num                             | Coureur                   | Pos         |
| 101                             | Julien Simon (FRA)        | 48e         |
| 102                             | Yoann Bagot (FRA)         | 166e        |
| 103                             | Guillaume Bonnafond (FRA) | 107e        |
| 104                             | Jérôme Cousin (FRA)       | 165e        |
| 105                             | Nicolas Edet (FRA)        | 92e         |
| 106                             | Luis Ángel Maté (ESP)     | 77e         |
| 107                             | Anthony Perez (FRA)       | 144e        |
| 108                             | Stéphane Rossetto (FRA)   | 78e         |
| Directeur sportif : Didier Rous |                           |             |

| Lotto-Soudal LTS                  | Lotto-Soudal LTS         | Lotto-Soudal LTS |
| --------------------------------- | ------------------------ | ---------------- |
| Num                               | Coureur                  | Pos              |
| 111                               | Tim Wellens (BEL)        | 18e              |
| 112                               | Sander Armée (BEL)       | 81e              |
| 113                               | Sean De Bie (BEL)        | AB               |
| 114                               | Bart De Clercq (BEL)     | 65e              |
| 115                               | Thomas De Gendt (BEL)    | AB               |
| 116                               | Tomasz Marczyński (POL)  | 119e             |
| 117                               | Tosh Van der Sande (BEL) | 106e             |
| 118                               | Jelle Vanendert (BEL)    | 17e              |
| Directeur sportif : Herman Frison |                          |                  |

| AG2R La Mondiale ALM              | AG2R La Mondiale ALM    | AG2R La Mondiale ALM |
| --------------------------------- | ----------------------- | -------------------- |
| Num                               | Coureur                 | Pos                  |
| 121                               | Alexis Vuillermoz (FRA) | 26e                  |
| 122                               | Romain Bardet (FRA)     | 13e                  |
| 123                               | Mikaël Cherel (FRA)     | 44e                  |
| 124                               | Axel Domont (FRA)       | 141e                 |
| 125                               | Mathias Frank (SUI)     | 27e                  |
| 126                               | Cyril Gautier (FRA)     | 52e                  |
| 127                               | Quentin Jauregui (FRA)  | 140e                 |
| 128                               | Pierre Latour (FRA)     | 14e                  |
| Directeur sportif : Julien Jurdie |                         |                      |

| Astana AST                          | Astana AST              | Astana AST |
| ----------------------------------- | ----------------------- | ---------- |
| Num                                 | Coureur                 | Pos        |
| 131                                 | Jakob Fuglsang (DEN)    | 22e        |
| 132                                 | Peio Bilbao (ESP)       | 57e        |
| 133                                 | Laurens De Vreese (BEL) | AB         |
| 134                                 | Andriy Grivko (UKR)     | 136e       |
| 135                                 | Tanel Kangert (EST)     | 132e       |
| 136                                 | Alexey Lutsenko (KAZ)   | 164e       |
| 137                                 | Nikita Stalnov (KAZ)    | 93e        |
| 138                                 | Michael Valgren (DEN)   | AB         |
| Directeur sportif : Lars Michaelsen |                         |            |

| Dimension Data DDD                 | Dimension Data DDD               | Dimension Data DDD |
| ---------------------------------- | -------------------------------- | ------------------ |
| Num                                | Coureur                          | Pos                |
| 141                                | Igor Antón (ESP)                 | 28e                |
| 142                                | Nathan Haas (AUS)                | 36e                |
| 143                                | Jacques Janse van Rensburg (RSA) | 58e                |
| 144                                | Merhawi Kudus (ERI)              | 73e                |
| 145                                | Ben O'Connor (NZL)               | 80e                |
| 146                                | Serge Pauwels (BEL)              | 60e                |
| 147                                | Johann van Zyl (RSA)             | 159e               |
| 148                                | Jacobus Venter (RSA)             | 129e               |
| Directeur sportif : Oliver Cookson |                                  |                    |

| Katusha-Alpecin KAT                    | Katusha-Alpecin KAT          | Katusha-Alpecin KAT |
| -------------------------------------- | ---------------------------- | ------------------- |
| Num                                    | Coureur                      | Pos                 |
| 151                                    | Maurits Lammertink (NED)     | 25e                 |
| 152                                    | Jenthe Biermans (BEL)        | 116e                |
| 153                                    | Pavel Kochetkov (RUS)        | 33e                 |
| 154                                    | Viatcheslav Kouznetsov (RUS) | 151e                |
| 155                                    | Marco Mathis (GER)           | AB                  |
| 156                                    | Nils Politt (GER)            | AB                  |
| 157                                    | Mads Würtz Schmidt (DEN)     | AB                  |
| 158                                    | Ángel Vicioso (ESP)          | 109e                |
| Directeur sportif : Guennadi Mikhailov |                              |                     |

| Trek-Segafredo TFS               | Trek-Segafredo TFS             | Trek-Segafredo TFS |
| -------------------------------- | ------------------------------ | ------------------ |
| Num                              | Coureur                        | Pos                |
| 161                              | Jarlinson Pantano (COL)        | 37e                |
| 162                              | Fumiyuki Beppu (JPN)           | 153e               |
| 163                              | André Cardoso (POR)            | 74e                |
| 164                              | Gregory Daniel (USA)           | 152e               |
| 165                              | Michael Gogl (AUT)             | 55e                |
| 166                              | Ruben Guerreiro (POR)          | 43e                |
| 167                              | Jesús Hernández Blázquez (ESP) | 155e               |
| 168                              | Haimar Zubeldia (ESP)          | 76e                |
| Directeur sportif : Kim Andersen |                                |                    |

| Bora-Hansgrohe BOH                   | Bora-Hansgrohe BOH        | Bora-Hansgrohe BOH |
| ------------------------------------ | ------------------------- | ------------------ |
| Num                                  | Coureur                   | Pos                |
| 171                                  | Rafał Majka (POL)         | 29e                |
| 172                                  | Cesare Benedetti (ITA)    | 124e               |
| 173                                  | Patrick Konrad (AUT)      | 16e                |
| 174                                  | Jay McCarthy (AUS)        | 19e                |
| 175                                  | Gregor Mühlberger (AUT)   | 121e               |
| 176                                  | Christoph Pfingsten (GER) | 114e               |
| 177                                  | Lukas Pöstlberger (AUT)   | 143e               |
| 178                                  | Michael Schwarzmann (GER) | AB                 |
| Directeur sportif : Steffen Radochla |                           |                    |

| FDJ                             | FDJ                     | FDJ  |
| ------------------------------- | ----------------------- | ---- |
| Num                             | Coureur                 | Pos  |
| 181                             | Arthur Vichot (FRA)     | 34e  |
| 182                             | Arnaud Courteille (FRA) | 162e |
| 183                             | Marc Fournier (FRA)     | AB   |
| 184                             | David Gaudu (FRA)       | 9e   |
| 185                             | Rudy Molard (FRA)       | 8e   |
| 186                             | Cédric Pineau (FRA)     | 139e |
| 187                             | Kévin Réza (FRA)        | 111e |
| 188                             | Anthony Roux (FRA)      | AB   |
| Directeur sportif : Marc Madiot |                         |      |

| Bahrain-Merida TBM                | Bahrain-Merida TBM      | Bahrain-Merida TBM |
| --------------------------------- | ----------------------- | ------------------ |
| Num                               | Coureur                 | Pos                |
| 191                               | Enrico Gasparotto (ITA) | AB                 |
| 192                               | Yukiya Arashiro (JPN)   | 102e               |
| 193                               | Grega Bole (SLO)        | 147e               |
| 194                               | Tsgabu Grmay (ETH)      | 131e               |
| 195                               | Ion Izagirre (ESP)      | 12e                |
| 196                               | Antonio Nibali (ITA)    | 158e               |
| 197                               | Giovanni Visconti (ITA) | 94e                |
| 198                               | Meiyin Wang (CHN)       | AB                 |
| Directeur sportif : Alberto Volpi |                         |                    |

| Direct Énergie DEN                   | Direct Énergie DEN      | Direct Énergie DEN |
| ------------------------------------ | ----------------------- | ------------------ |
| Num                                  | Coureur                 | Pos                |
| 201                                  | Lilian Calmejane (FRA)  | 61e                |
| 202                                  | Fabien Grellier (FRA)   | 110e               |
| 203                                  | Romain Guillemois (FRA) | 157e               |
| 204                                  | Jonathan Hivert (FRA)   | 20e                |
| 205                                  | Bryan Nauleau (FRA)     | 97e                |
| 206                                  | Paul Ourselin (FRA)     | 142e               |
| 207                                  | Perrig Quéméneur (FRA)  | 90e                |
| 208                                  | Romain Sicard (FRA)     | 91e                |
| Directeur sportif : Benoît Génauzeau |                         |                    |

| Fortuneo-Vital Concept FVC            | Fortuneo-Vital Concept FVC | Fortuneo-Vital Concept FVC |
| ------------------------------------- | -------------------------- | -------------------------- |
| Num                                   | Coureur                    | Pos                        |
| 211                                   | Arnold Jeannesson (FRA)    | AB                         |
| 212                                   | Franck Bonnamour (FRA)     | 113e                       |
| 213                                   | Maxime Bouet (FRA)         | 86e                        |
| 214                                   | Brice Feillu (FRA)         | 87e                        |
| 215                                   | Armindo Fonseca (FRA)      | 63e                        |
| 216                                   | Élie Gesbert (FRA)         | 35e                        |
| 217                                   | Romain Hardy (FRA)         | AB                         |
| 218                                   | Eduardo Sepúlveda (ARG)    | 24e                        |
| Directeur sportif : Sébastien Hinault |                            |                            |

| Sport Vlaanderen-Baloise SVB          | Sport Vlaanderen-Baloise SVB | Sport Vlaanderen-Baloise SVB |
| ------------------------------------- | ---------------------------- | ---------------------------- |
| Num                                   | Coureur                      | Pos                          |
| 221                                   | Preben Van Hecke (BEL)       | 117e                         |
| 222                                   | Maxime Farazijn (BEL)        | AB                           |
| 223                                   | Eliot Lietaer (BEL)          | 54e                          |
| 224                                   | Ruben Pols (BEL)             | AB                           |
| 225                                   | Thomas Sprengers (BEL)       | 41e                          |
| 226                                   | Dries Van Gestel (BEL)       | AB                           |
| 227                                   | Kenneth Van Rooy (BEL)       | AB                           |
| 228                                   | Jens Wallays (BEL)           | 156e                         |
| Directeur sportif : Walter Planckaert |                              |                              |

| Aqua Blue Sport ABS                | Aqua Blue Sport ABS        | Aqua Blue Sport ABS |
| ---------------------------------- | -------------------------- | ------------------- |
| Num                                | Coureur                    | Pos                 |
| 231                                | Lars Petter Nordhaug (NOR) | AB                  |
| 232                                | Adam Blythe (GBR)          | AB                  |
| 233                                | Mark Christian (GBR)       | 120e                |
| 234                                | Conor Dunne (IRL)          | AB                  |
| 235                                | Aaron Gate (NZL)           | AB                  |
| 236                                | Lasse Norman Hansen (DEN)  | AB                  |
| 237                                | Michel Kreder (NED)        | 105e                |
| 238                                | Daniel Pearson (GBR)       | AB                  |
| Directeur sportif : Nicki Sørensen |                            |                     |

| WB-Veranclassic-Aqua Protect WVA   | WB-Veranclassic-Aqua Protect WVA | WB-Veranclassic-Aqua Protect WVA |
| ---------------------------------- | -------------------------------- | -------------------------------- |
| Num                                | Coureur                          | Pos                              |
| 241                                | Sébastien Delfosse (BEL)         | 99e                              |
| 242                                | Grégory Habeaux (BEL)            | 150e                             |
| 243                                | Justin Jules (FRA)               | 160e                             |
| 244                                | Christophe Masson (FRA)          | 100e                             |
| 245                                | Olivier Pardini (BEL)            | AB                               |
| 246                                | Dimitri Peyskens (BEL)           | 82e                              |
| 247                                | Maxime Vantomme (BEL)            | 56e                              |
| 248                                | Antoine Warnier (BEL)            | 95e                              |
| Directeur sportif : Olivier Kaisen |                                  |                                  |